# Dionysia involucrata
Dionysia involucrata là một loài thực vật có hoa trong họ Anh thảo. Loài này được Zapriag. mô tả khoa học đầu tiên năm 1936.

## Hình ảnh

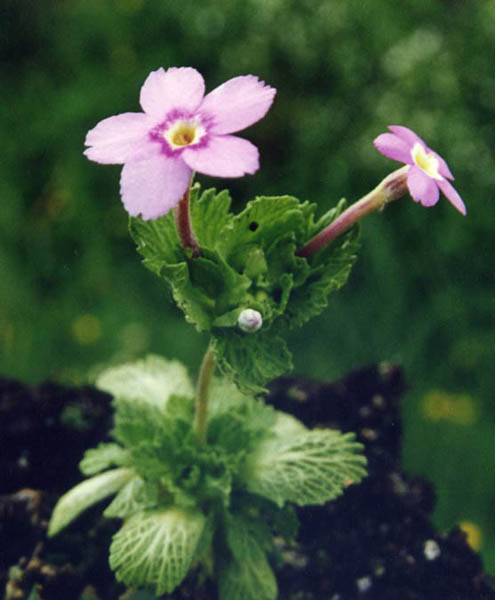
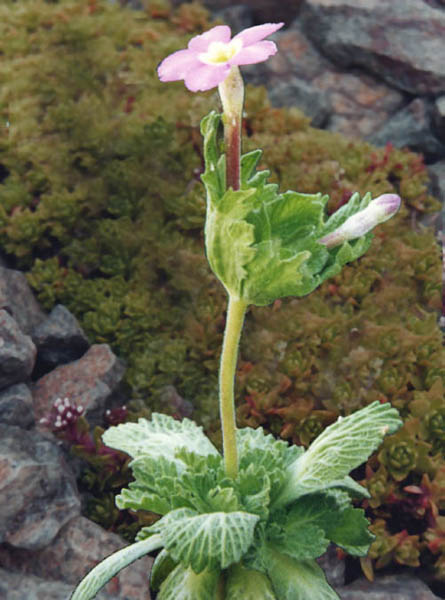
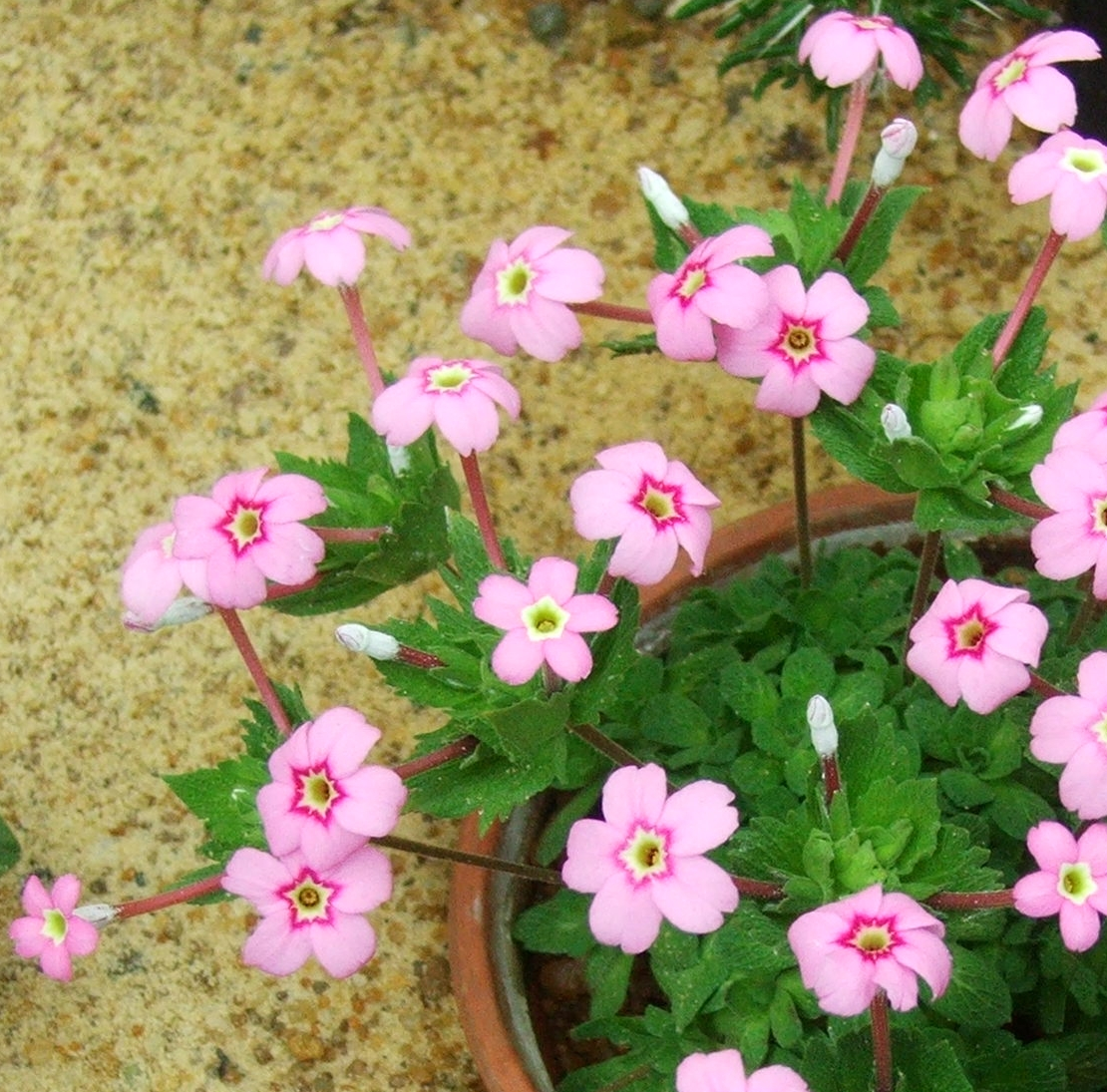